# Aufwind (Band)
Aufwind ist eine 1984 gegründete Musikgruppe, die sich jiddischer Lieder und der Klezmer-Musik verschrieben hat. Die Gründungsmitglieder sind Claudia Koch, Corina Büchold, Hardy Reich und Jürgen Berger. 1985 stiegen Corina Büchold und Jürgen Berger aus und Andreas Rohde kam hinzu. In der Dreierbesetzung Claudia Koch, Hardy Reich und Andreas Rohde entstanden mehrere Programme mit jiddischen Liedern. Die Band war Teilnehmer der DDR-offenen Chansontage im Kloster Michaelsstein.
Danach reiste Aufwind zu Stätten ostjüdischen Lebens in Polen, Rumänien und Ungarn. Ab 1988 und durch die Aufnahme des Klarinettisten Jan Hermerschmidt wandte sich die Band verstärkt der Klezmer-Musik zu. 1989 lernte die Gruppe den Klarinettisten Giora Feidman kennen und wurde im Folgejahr als erste ausländische Gruppe zum renommierten Klezmerfestival nach Safed (Israel) eingeladen, wo mehrere gemeinsame Konzerte mit Feidman stattfanden.

## Theater und Film
Von 1988 bis 1990 arbeitete die Band mehrmals mit dem Schauspieler Gerry Wolff zusammen. Dabei entstanden zwei Fernsehproduktionen und eine Theaterinszenierung am Berliner „Theater im Palast“. Von 1992 bis 1995 wirkte die Gruppe bei der erfolgreichen Inszenierung von „Ghetto“ und 1994/95 bei „Schneider und Schuster“ (beide von Joshua Sobol) am Berliner „Maxim-Gorki-Theater“ mit.

## Im Inland und Ausland
Die Gruppe konzentriert sich auf die vielen nationalen und internationalen Festivals, wie beispielsweise auf das größte Klezmer-Festival der Welt, das in Toronto stattfindet, sowie Festivals in Südamerika, Lissabon, Istanbul und Brüssel. Aufwind gab ein ausverkauftes Konzert im New Yorker Broadway. Das englische Magazin Classic CD (Heft 2/2000) führte die 1996er Aufwind-CD „Awek di junge jorn“ unter den Top 12 der Klezmer-CDs, der Preis der deutschen Schallplattenkritik hatte mehrere CDs auf der Bewertungsliste.

## Diskografie
- 1989: Lomp noch nit farloschn
- 1992: Gassn singer
- 1995: junge jorn
- 1996: Awek di junge jorn
- 2002: inejnem
- 2004: live
- 2008: Modne welt
- 2013: In essik un honik